# Ahmet Kireççi
Ahmet Kireççi   (Mersin, 27 d'octubre de 1914 - Mersin, 17 d'agost de 1979) va ser un lluitador turc, que compaginà la lluita lliure i la lluita grecoromana durant les dècades de 1930 i 1940.
El 1936 va prendre part en els Jocs Olímpics d'Estiu de Berlín, on va guanyar la medalla de bronze en la prova del pes mitjà del programa de lluita lliure. El 1948, als Jocs de Londres, va guanyar la medalla d'or en la prova del pes semipesant del programa de lluita grecoromana.
En el seu palmarès també destaca el Campionat dels Balcans de 1932 i 1940. Va morir en un accident de trànsit el 1979.